# 30939 Samaritaine
30939 Samaritaine è un asteroide della fascia principale. Scoperto nel 1994, presenta un'orbita caratterizzata da un semiasse maggiore pari a 2,6801327 UA e da un'eccentricità di 0,1474005, inclinata di 13,55565° rispetto all'eclittica.